# Агнандеро
Агнандеро или Мейдан (на гръцки: Αγναντερό, катаревуса Αγναντερόν, Агнадерон) е село в Република Гърция, област Тесалия, дем Музаки. Агнандеро има население от 1932 души (2001).

## География
Селото е разположено в Тесалийската равнина на 8 километра южно от Трикала и на 18 километра северно от Кардица.

## Личности
Родени в Агнандеро
- Серафим Папакостас (р. 1958), гръцки духовник